# Grens tussen Bulgarije en Turkije

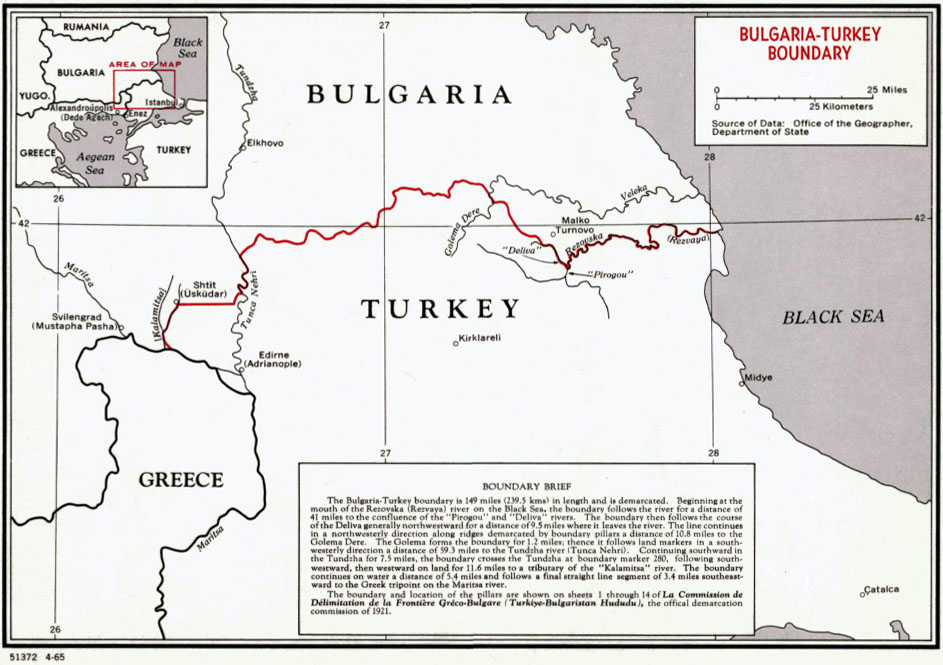
Grens Bulgarije-Turkije (rood).

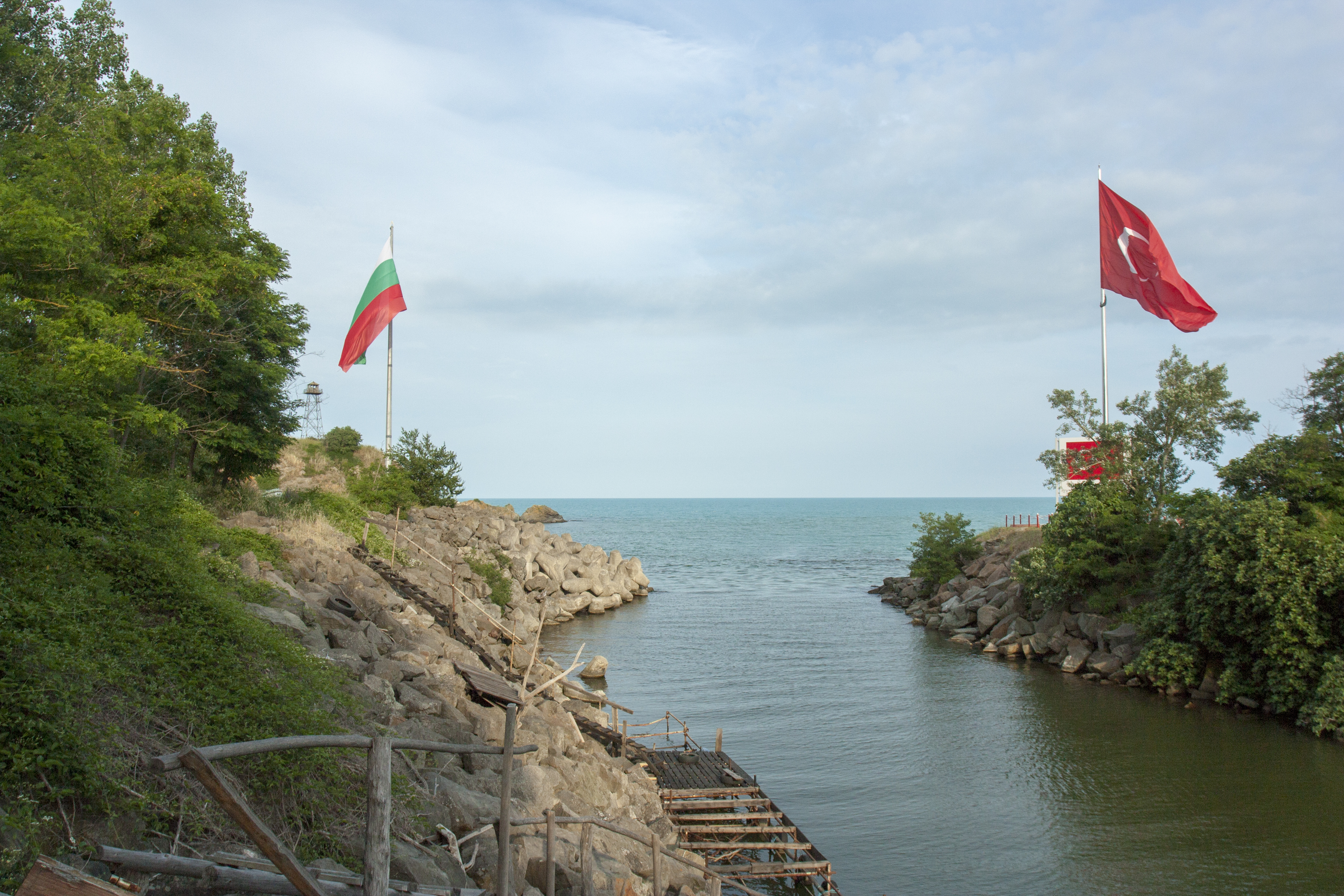
Riviermonding Rezovo, Natuurpark Strandzha.

De grens tussen Bulgarije en Turkije is de ongeveer 240 km lange grens die Bulgarije en Turkije scheidt. 

## Geografie
De grens vertrekt in het westen van het Bulgaarse stadje Svilengrad in de vallei van de Evros-rivier (Maritsa). Het dichtsbije Turkse stadje daar is Edirne. De grens loopt daarna met een noordelijke boog doorheen het Strandzjagebergte en gelijknamig natuurpark. Over een afstand van enkele kilometer volgt de grens in zuidoostelijke richting de Veleka, en verder tussen de grensstadjes Malko Tarnovo (Bulgarije) en Dereköy (Turkije) in oostelijke richting tot de Zwarte Zee, tussen Pesovo (oblast Boergas) en Begendik (Demirköy). 

## Geschiedenis
De grens werd vastgelegd bij de Vrede van San Stefano in 1878 als een binnengrens binnen het Ottomaanse Rijk tussen de provincie (vilajet) Adrianopel en de autonome provincie Oost-Roemelië. De huidige grenzen zijn vastgelegd in het Verdrag van Constantinopel (1913) en het Bulgaars-Osmaanse verdrag (1915). De grens werd tien jaar later herbevestigd bij de Vrede van Lausanne (1923). Bulgarije was echter geen partij bij dit laatste verdrag omdat het eerder het deel van zijn grens met Turkije dat was gewijzigd door het Bulgaars-Ottomaans verdrag, had afgestaan aan Griekenland. 

## Grensovergangen
De Bulgaars-Turkse grens is ook een buitengrens van de Europese Unie. Dit heeft onder meer tot gevolg: 
- het grensgebied is een gevoelige zone inzake migratiestromen, een beleidsdomein van Frontex, het Europees migratie-agentschap;
- de EU-buitengrens kan administratieve vertragingen veroorzaken, hetgeen een negatieve impact heeft op het dierenwelzijn bij veetransporten.

Er zijn drie grensovergangen langs de hele grens: 

### Kapitan Andreevo – Kapıkule
Kapitan Andreevo aan de Bulgaarse zijde ligt op de A-4 Maritsa-autoweg die samenvalt met de E80. Kapıkule is de naam van de Turkse grensovergang op de staatsbaan D-100 Istanbul-Kapikule in de provincie Edirne, die op de grens van Turkije en Bulgarije het einde vormt van de Aziatische weg 1. Het is een van de drukste grensposten in Europa.
Ten noorden van de grenspost ligt ook de Pehlivanköy–Svilengrad-spoorweg, een omleiding uit 1971 die in het Turkse Pehlivanköy weer aansluit op de oude Oriënt-Express-route naar Istanbul.

### Lesovo – Hamzabeyli
Deze pas in 2004 geopende grenspost ligt op de Bulgaarse nationale weg I-7 nabij Lesovo, en sluit in Turkije aan op de D-535 nabij Hamzabeyli in het district Lalapaşa. De grenspost is minder druk omdat hij minder aansluit op de grote routes naar West-Europa. 

### Malko Tarnovo – Dereköy
Deze in 1970 geopende grenspost ligt op de Bulgaarse nationale weg I-9 nabij Malko Tarnovo, en sluit in Turkije aan op de D-555 nabij Dereköy in het district Kırklareli.

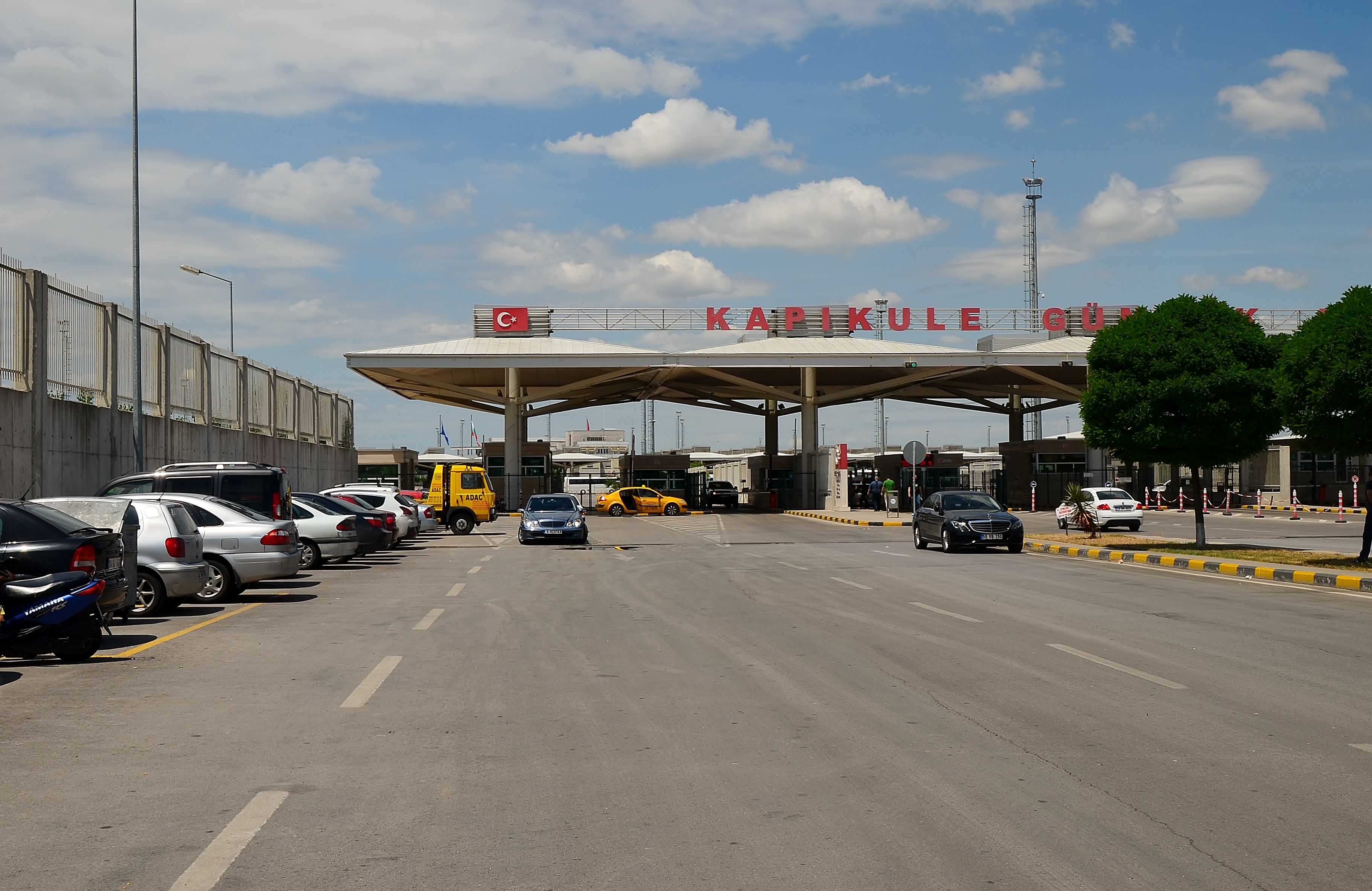
Kapitan Andreevo – Kapıkule-grenspost (vanuit Turkse zijde)
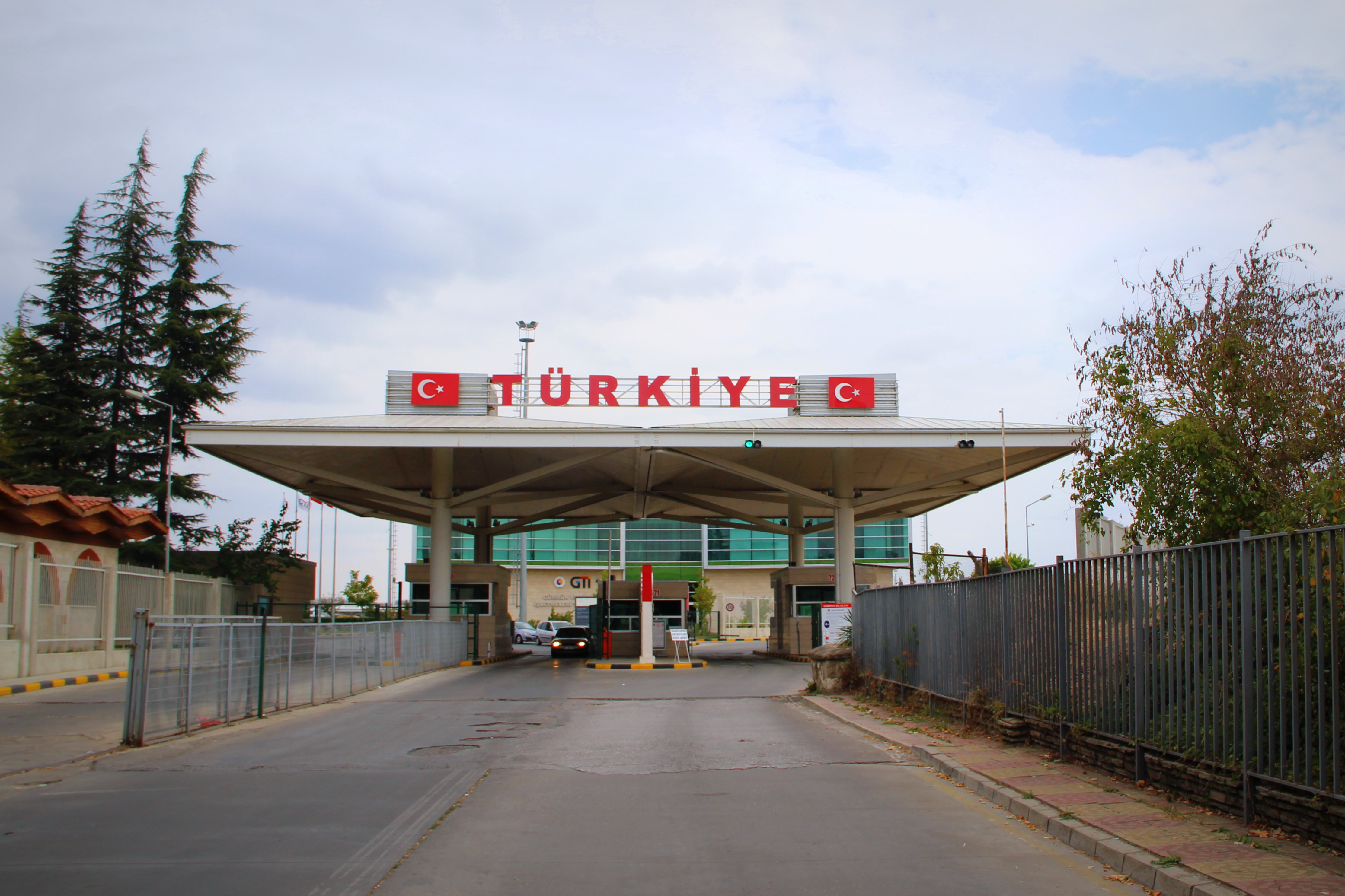
Kapitan Andreevo – Kapıkule-grenspost (vanuit Bulgaarse zijde)
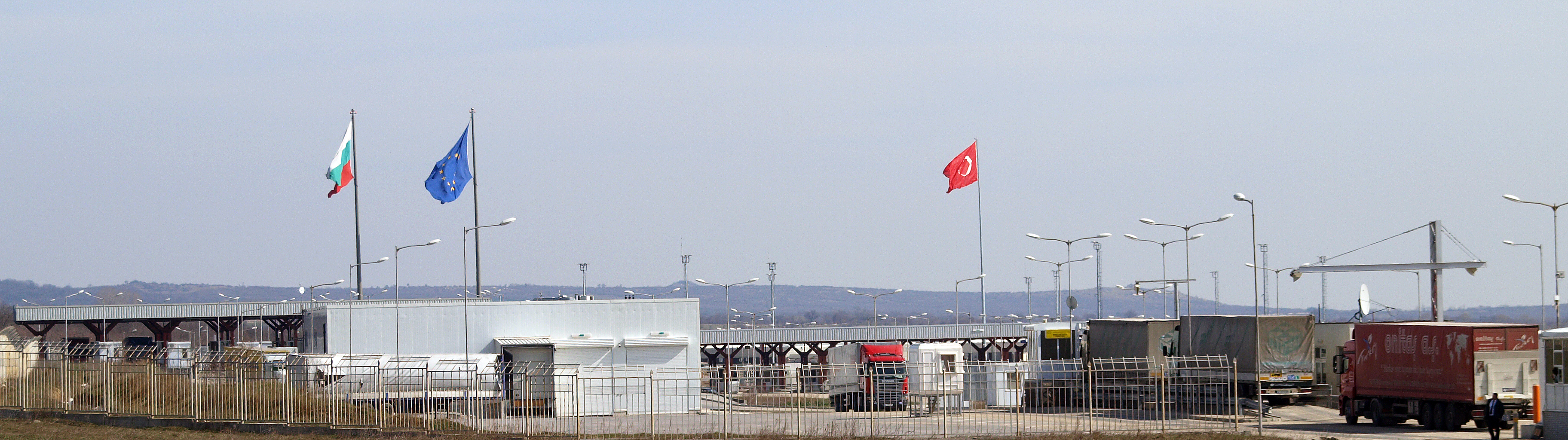
Lesovo – Hamzabeyli-grenspost
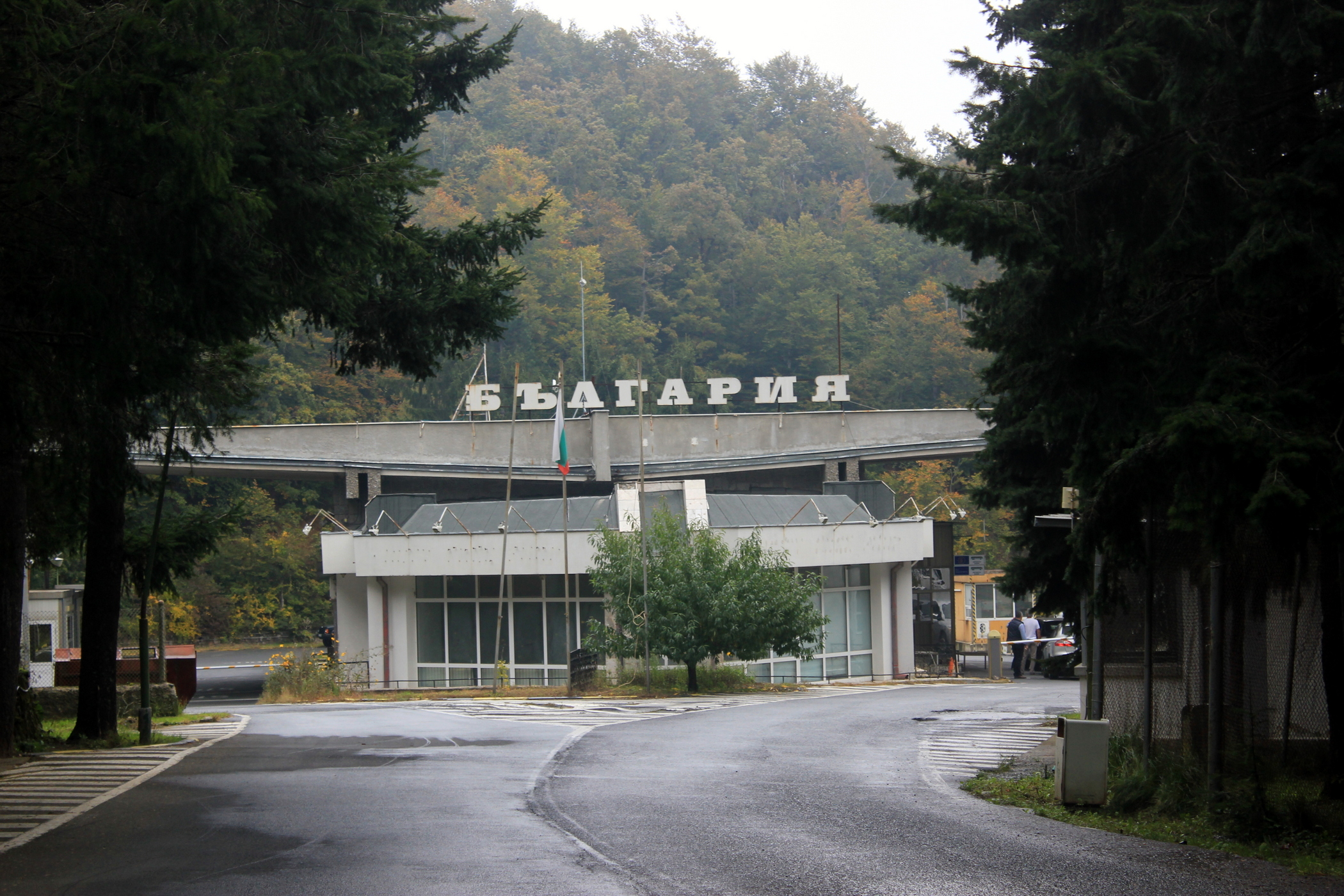
Malko Tarnovo – Dereköy-grenspost

## Grensbarrière
Als reactie op de Europese vluchtelingencrisis begon Bulgarije eind 2013 met de bouw van een 30 km lang veiligheidshek langs de grens met Turkije om de toestroom van migranten uit het Midden-Oosten en Noord-Afrika in te dammen. Het hek is 3,0 m hoog, verstevigd met scheermesdraad, en sluit het minst zichtbare deel van de grens tussen de grenscontrolepost Lesovo en het dorp Golyam Dervent (Elchovo). Begin 2015 kondigde de regering een verlenging van het grenshek aan met 130 km. In juni 2016 was bijna 146 kilometer van de 166 kilometer geplande barrière gebouwd. 
Migranten die erin slaagden om toch te passeren, zouden naar een speciaal gebouwd vluchtelingenkamp worden gestuurd in Pastrogor, Svilengrad in het zuidoosten van Bulgarije. 